# 蕭鏗
蕭 鏗（しょう こう、昇明元年（477年）- 延興元年9月24日（494年11月7日））は、南朝斉の皇族。宜都王。字は宣厳。高帝蕭道成の十六男。

## 経歴
蕭道成と何太妃のあいだの子として生まれた。はじめ游撃将軍の号を受けた。永明元年（483年）、宜都王に封じられた。永明10年（492年）、左民尚書に転じた。永明11年（493年）、持節・都督南豫司二州諸軍事・冠軍将軍・南豫州刺史となり、姑孰に駐屯した。ときに東晋の桓温の娘の墓を盗掘した者がおり、蕭鏗が摘発して盗まれた財宝を取り返したが、宝物には一切手をつけず、そのまま墓にもどして修復した。蕭昭業が即位すると、蕭鏗は征虜将軍に進んだ。
延興元年9月乙未（494年11月7日）、宣城公蕭鸞の命により殺害された。享年は18。

## 伝記資料
- 『南斉書』巻35 列伝第16
- 『南史』巻43 列伝第33